# Jayson Tatum
Jayson Christopher Tatum Sr., född 3 mars 1998 i Saint Louis i Missouri, är en amerikansk professionell basketspelare (SF/PF) som spelar för Boston Celtics i National Basketball Association (NBA).
Han deltog också vid de olympiska sommarspelen 2020 i Tokyo, där han var med och bärgade guldmedalj med det amerikanska basketlandslaget.
Tatum draftades av Boston Celtics i första rundan i 2017 års draft som tredje spelare totalt. År 2024 blev han NBA-mästare med Boston. 
Innan han blev proffs studerade Tatum på Duke University och spelade för deras idrottsförening Duke Blue Devils.
Tatum är kusin till Tyronn Lue, som spelade själv i NBA mellan 1998 och 2009.